# セラピューティック・タッチ
セラピューティック・タッチ (Therapeutic Touch 略称：TT。治癒的接触)、非接触セラピューティック・タッチ（Non-Contact Therapeutic Touch 略称：NCTT）は、訓練を受けた治療者が患者に手をかざすことで、患者のヒューマン・エネルギー・フィールド（生命エネルギー）の流れを調えて治療するとするエネルギー療法（心霊治療）・手当て療法（手かざし）の一種である。世界80カ国以上の医療現場で看護師、ホスピス関係者により実践されている。理論は疑似科学であり、治療効果は証明されていないため、病院で治療の一環として行うことの正統性が議論の的になっている。
宗教・呪術などでの手かざしによる治療は世界各地に存在するが、セラピューティック・タッチの名で治療法として確立されたのは1970年代初めであり、アメリカ神智学協会会長を務めた心霊治療家（ヒーラー）のドラ・クンツと、ニューヨーク大学看護学部教授・看護師のドロレス・クリーガー博士が理論化した。主にアメリカ合衆国の看護師の間で広がり、2012年時点では、アメリカでは正規の教科としてカリキュラムに含めている看護学校も多い。ドロレス・クリーガーは「手かざし療法（エネルギー療法」の利点を実証した功績で、1998年にイグ・ノーベル賞を受賞している。

## 理論
人間には生命エネルギーの流れるヒューマン・エネルギー・フィールド(Human Energy Field:HEF)があり、その流れが滞ると病気になるとしている。エネルギー病理説の一種である。セラピューティック・タッチを習得したヒーラー（TT実施者）は、患者の身体から少し離れたところに手をかざすとヒューマン・エネルギー・フィールドを感じ取ることができ、その乱れを整え治療することができると主張している。

## 科学的調査

### エミリー・ローザによる検証
1996年に9歳の少女エミリー・ローザが科学博覧会（アメリカの自由研究コンテスト）の課題として、21人のTT実施者を対象に2年かけて検証を行っている。TT実施者の前についたてを立てて視界を遮り、両手を衝立の向こうに出させ、エミリーはTT実施者のどちらかの手の上に自分の手をかざした。そして左右どちらの手の上にエミリーが手をかざしているかを当てさせた。正解率は、280回中123回（正答率44%）に過ぎず、「ヒューマン・エネルギー・フィールドを感知することができる」とするセラピューティック・タッチの主張に対し、根本的な疑問が投げかけられた。この研究は医師の協力で「A close look at therapeutic touch」という論文にまとめられ、1998年に『ジャーナル・オブ・ジ・アメリカン・メディカル・アソシエーション（米医師会誌、略称：JAMA）』（279巻13号1005－10頁）に掲載された。この時彼女は11歳であり、最年少の論文掲載として話題になった。エミリー・ローザは懐疑派協会から"Skeptic of the Year"ジェームズ・ランディ賞を、ジェームズ・ランディ教育財団から賞金を贈られている。この論文の発表により、「手かざし療法」という言葉がアメリカで一般に広まり、多くの病院で、看護師が患者の体に触れてもいないのに、セラピューティック・タッチを行うことで時として非常に高額の治療費を請求しているという事実が明るみに出て、社会の不評を買った。以降、セラピューティック・タッチを看護師の仕事として教育していた病院でも、看護の仕事から切り離し、希望時のみ宗教者を紹介するといった変化も起こった。

### TT実施群・疑似TT実施群の比較検証
アメリカの医学雑誌『Cancer』誌2012年2月号（118巻3号777－87頁）に「Complementary medicine for fatigue and cortisol variability in breast cancer survivors : A randomized controlled trial （乳癌生存患者の倦怠感およびコルチゾール変動と補完医療：無作為化比較試験）」という論文が掲載された。この臨床試験では、「正規」のトレーニングを受けた医療者による一群（TT実施群）、懐疑的な医療者が形だけ模倣する一群（模擬TT実施群）を比較対象とし、無作為化比較試験によって乳癌患者の倦怠感について有効性を検証した。どちらも治療未実施群と比較して倦怠感がある程度軽減したものの、TT実施群と模擬TT実施群の間で有意差は認められなかった。この結果により、TTの倦怠感軽減効果がプラセボ効果である可能性が示唆された。アメリカ国立衛生研究所・補完代替医療センター（現・アメリカ国立補完統合ヘルスセンター）ではセラピューティック・タッチを研究対象としていたが、科学の名に値しない研究に多額の予算を配分しているとしてメディアから非難が起こり、補完代替医療センターの存在意義を問う事態となった。補完代替医療センターの研究領域は大幅に変更され、のちに組織名も改称されている。

### 批判
セラピューティック・タッチに疑問を呈する士別市立病院の医師澤口裕二は、次のように述べている。セラピューティック・タッチが「治療効果がある」と主張するなら、その証明が必要である。
｢治療効果｣と｢緊張の低下｣は違うものであり、セラピューティック・タッチの治療効果は証明されていない。証明できない｢ヒューマン・エネルギー・フィールド｣を効果の理由にしては、効果の証明は不可能である。「患者はナースが手を触れるだけで緊張が低下し安心する」と説明していれば誰も異を唱えなかったであろうが、体温も感じない距離で手をかざし、患者と接触もせず、施術者の存在を感じさせることなしでは、患者に｢感覚刺激｣が行かないため、｢緊張を低下｣させることもできない。

## 危険性
セラピューティック・タッチのようなエネルギー療法は、全く効果がなかったとしても、患者に接触しないため副作用は考えにくい。ただし、必要な医療の提供がそれによって遅れたり、遠ざけられたりする危険性がある。